# Saillans (Drôme)
Saillans es una comuna nueva francesa situada en el departamento de Drôme, de la región de Auvernia-Ródano-Alpes.

## Historia
Fue creada el 1 de enero de 2025, en aplicación de una resolución del prefecto de Drôme de 10 de diciembre de 2024 con la unión de las comunas de Saillans y Véronne.

## Demografía
Según los datos aportados en la última resolución del prefecto de Drôme, la comuna pasa a tener 1468 habitantes.

## Composición
| Comuna fusionada | Código INSEE | Población (2022) | Superficie (km²) | Densidad (hab./km²) |
| ---------------- | ------------ | ---------------- | ---------------- | ------------------- |
| Saillans         | 26289        | 96               | 14.84            | 96                  |
| Véronne          | 26371        | 38               | 21.31            | 1.8                 |